# کله‌کین
کله‌کین، روستایی است از توابع بخش مرکزی استان آذربایجان غربی ایران.

## جمعیت
این روستا در دهستان پیران قرار داشته و بر اساس سرشماری سال ۱۳۸۵ جمعیت آن ۸۰۸ نفر (۱۴۰ خانوار)
بوده‌است.